# Urszula Dudziak
Urszula Dudziak (n. 22 octombrie 1943, Straconka) este o vocalistă poloneză de jazz, compozitoare. A colaborat cu artiști precum: Krzysztof Komeda, L.U.C, Michał Urbaniak (fostul ei soț), Walk Away, Gil Evans, Archie Shepp, Dj Vadim, Lester Bowie, Bobby McFerrin, Maria Sadowska, Matthew Krautwurst și Grażyna Auguścik.

## Discografie
- Urbaniak's Orchestra (1968)
- Newborn Light (1972)
- Paratyphus B (1973)
- Super Constellation (1973)
- Atma (1974)
- Inactin (1975)
- Urszul (1976)
- Midnight Rain (1977)
- Urbaniak (1977)
- Future Talk (1979)
- Magic Lady (1980)
- Ulla (1982)
- Sorrow Is Not Forever...But Love Is (1983)
- Magic Lady concert cu trupa Walk Away (1989)
- Jazz Unlimited (1993)
- Journey, Saturation (1994)
- To i hola (2000) cu Grażyna Auguścik.
- And Life Goes On (2002)
- Painted Bird (2003)
- Saturation (2006) concert cu trupa Walk Away
- Kolędy (2006) cu Grażyna Auguścik.
- Forever Green - Zawsze Zielona (2008)
- Urszula Dudziak Superband - Live at Jazz Cafe (2009)
- Wszystko gra (2013)
- Jazz na ulicach (2014) - Maria Sadowska feat. Urszula Dudziak
- Once in a Lifetime (2014) - Mika Urbaniak feat. Urszula Dudziak

## Filmografie
- 1980 - Papaya, czyli Skąd się biorą dziewczynki - eroina filmului, muzică
- 1982 - Percussion Summit
- 1983 - Vocal Summit
- 1995 - Malowany chłopiec - eroina filmului
- 1985 - Urszula Dudziak - waga - eroina filmului
- 2000 - Ponad tęczą - muzică
- 2001 - Eden - muzică
- 2002 - Zielona karta - muzică, melodii
- 2005 - Panna młoda - muzică
- 2007 - Wiersz na Manhattanie - eroina filmului
- 2007 - Niania
- 2008 - Urszula Dudziak: Życie jest piękne  - film documentar despre ea
- 2011 - Bitwa na głosy